# Cha siu baau

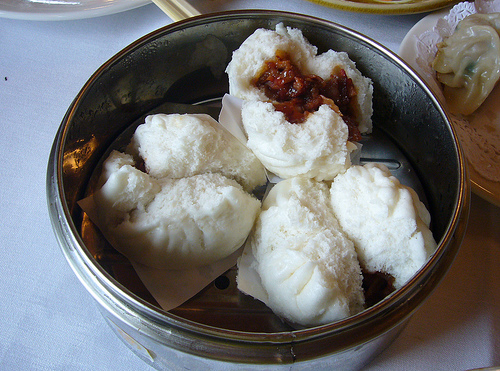
Cha siu baau.

El cha siu baau (en xinès simplificat 叉烧包, en tradicional 叉燒包, ‘panellet de porc rostit’) és un baozi de porc a la graella en la cuina cantonesa. Els panellets s'emplenen amb char siu o porc a la barbacoa. Se serveixen com un tipus de dim sum durant el yum cha i de vegades es venen en fleques xineses.

## Varietats

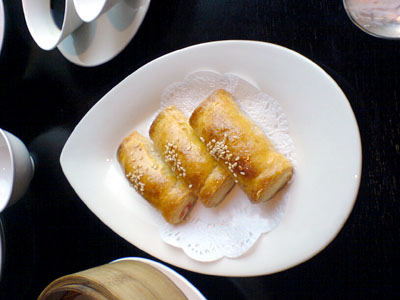
La versió sou (叉燒酥).

Hi ha dos tipus de char siu baau: al vapor (蒸) i fornejat (焗). El cha siu baau al vapor té un exterior blanc, mentre el seu equivalent al forn és daurat i setinat. Altre tipus d'aquests panellets, fet amb massa sou, es diu cha siu sou' (叉燒酥).

## Gastronomia cantonesa

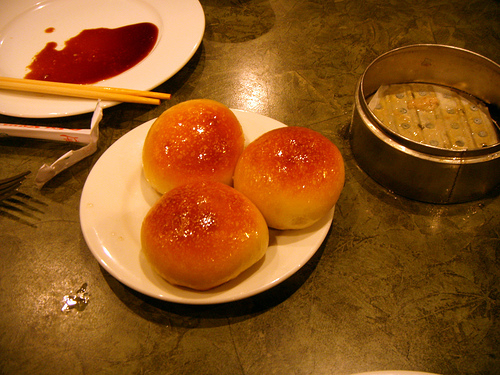
La versió al forn, amb una massa diferent a la versió al vapor.

Encara que el seu aspecte és semblant al d'altres tipus de baozi al vapor, la massa del cha siu baau és única per emprar tant llevat com llevat químic per a alçar. Aquesta barreja única de gasificants dona a la massa del cha siu baau una teixidura lleugerament densa però al mateix temps tendra de pa.
El panellet (bau) s'emplena amb llom de porc tendre dolç rostit a foc lent, dit char siu. La carn es talla en daus i es condimenta amb una barreja espessa de salsa d'ostra, salsa hoisin, oli de llavor de sèsam torrada, vinagre d'arròs, vi shaoxing o xerès sec, salsa de soia, sucre i farina de blat de moro. Els millors restaurants dim sum serveixen el cha siu baau de bon tros farcit.

## Gastronomia hawaiana
En hawaià el plat es diu manapua. En la resta dels Estats Units sol usar-se el nom xinès, perquè els immigrants xinesos van dur aquesta recepta al país quan van ser duts com treballadors a les plantacions.
La recepta solen consistir en un panellet blanc amb farciment de carn de porc vermellosa en daus. El color procedeix del marinat amb una menuda quantitat de salnitre al que se sotmet la carn abans de rostir-la a foc lent. El panellet es forneja a vegades, encara que és més freqüent coure'l al vapor. Manapua ha passat a al·ludir a qualsevol panellet farcit de carn o pasta de fesols fet amb la mateixa massa descrita anteriorment, incloent versions locals amb gosset calent, pollastre al curri, porc kalua i fins i tot ube (nyame violeta), que és una popular versió vegetariana del manapua. En Hawqi, poden trobar-se versions recent preparades o congelades en pastisseries, restaurants i botigues.